# Bravo les Brothers
Bravo les Brothers est la soixante-et-unième histoire de la série Spirou et Fantasio d'André Franquin. Elle est publiée pour la première fois dans Spirou du no 1435 au no 1455 et figure dans l'album Panade à Champignac.

## Univers

### Synopsis
Pour son anniversaire, Fantasio reçoit de Gaston Lagaffe trois chimpanzés acquis après la faillite d'un cirque. 
Très rapidement, le trio fait sombrer la rédaction du journal Spirou dans le désordre le plus total — dont l'homme d'affaires monsieur De Mesmaeker et le comptable monsieur Boulier sont les premières victimes — devant un Fantasio dans un état second, après une grosse prise d'antidépresseurs lui permettant de conserver son calme au milieu de la pagaille. 
Pour ramener la sérénité dans les bureaux, Spirou part à la recherche de l'ancien propriétaire des trois singes en la personne de Noé, un dresseur d'animaux plutôt misanthrope.

### Personnages
- Spirou. Dans cette histoire, le héros de la série perd son sang-froid et s'énerve à plusieurs reprises — fait plutôt inhabituel, un héros devant toujours être parfait. En effet, il craque, face à Gaston Lagaffe et au désordre engendré par les Brothers. Cependant, la rencontre avec leur dresseur lui fait retrouver sa véritable stature de « héros sauveur », puisqu'il choisit d'aider Noé malgré son mauvais caractère et de faire son bonheur en lui rendant les singes[2].
- Fantasio. Il s'agit là du Fantasio de l'univers de la série Gaston dont il est un des personnages récurrents. Contrairement au Fantasio de la série Spirou et Fantasio qui est fantaisiste et gaffeur, celui de Gaston est son opposé, un personnage sérieux, rabat-joie et sans humour qui passe son temps à perdre son calme face à Gaston Lagaffe[3]. Dès le début de l'histoire, il prend des tranquillisants qui l'assomment tout au long du récit, avant d'être totalement déprimé par le nouvel échec dans sa tentative de signature des contrats[4].
- Gaston Lagaffe. Dans cette histoire, Gaston est le seul protagoniste à ne pas perdre son calme face aux Brothers et paradoxalement, le personnage le plus sage du récit[5].
- Aimé De Mesmaeker. Homme d'affaires de la série Gaston qui essaye de signer des contrats avec les éditions Dupuis, mais qui échoue toujours à cause de Gaston Lagaffe. Ici, son apparition s'étale sur trois planches, de la no 7 à no 9, et se termine toujours de la même façon : le départ furieux de la rédaction après avoir échoué dans la signature des contrats[4].
- Léon Prunelle. Le secrétaire de rédaction Prunelle apparaît principalement dans la série Gaston. Dans Bravo les Brothers, il a un rôle très secondaire puisqu'il n'est pas encore le supérieur hiérarchique de Gaston Lagaffe comme il le sera quelques années plus tard[6].
- Yves Lebrac. Lebrac est un dessinateur qui apparaît dans la série Gaston. Il ne fait que de très courtes apparitions dans Bravo les Brothers notamment à la planche no 11B où il est utilisé par Franquin pour dénoncer le diktat du patron face au dessinateur[7].
- Joseph Boulier. Comptable chez Dupuis, monsieur Boulier apparaît dans Gaston. Dans cette histoire, il joue parfaitement son rôle de caricature des commerciaux et financiers froids, distants et déconnectés des réalités en ne fournissant pas de nouveaux crayons au dessinateur Yves Lebrac et en lui conseillant « D'appuyer moins fort sur votre crayon en dessinant », car il en a déjà reçu le mois dernier[8].
- Noé. Il s'agit d'un homme solitaire capable de dresser facilement n'importe quel animal, mais qui communique peu avec les humains. Il est le dresseur des Brothers qu'il a dû céder contre son gré après la faillite du cirque où il travaillait[9].
- Joseph Longtarin. Agent de police de la série Gaston, il fait une petite apparition vers la fin de l'histoire où il participe à la séquence burlesque de la balade en camionnette avec les Brothers[10].

### L'univers de Gaston
De manière inattendue, l'histoire ne se déroule pas dans l'univers de la série Spirou et Fantasio (avec ses personnages habituels, tels que Zorglub, Champignac, etc.), mais intégralement dans l'univers de la série Gaston — autre série animée par André Franquin, autour du personnage principal Gaston Lagaffe, créé en 1957. Ce n'est pas la première fois que les deux univers se croisent, puisque Gaston Lagaffe est déjà apparu dans les histoires Vacances sans histoires et La Foire aux gangsters, publiées respectivement en 1957 et 1958. Mais dans ces deux histoires, l'apparition du gaffeur n'est qu'un simple caméo humoristique destiné à faire découvrir ce jeune personnage au lecteur de la série Spirou et Fantasio.
La rédaction servant de décor à Bravo les Brothers est donc celle de la série Gaston : une rédaction imaginaire, où se mélangent l'intérieur des bureaux bruxellois de Dupuis et la façade extérieure des bureaux parisiens de la maison d'édition située dans le quartier de Passy. 
Dans ces bureaux, André Franquin place des rédacteurs, des secrétaires ou encore des traducteurs — comme dans la réalité, sauf que tous les personnages de Gaston sont le fruit de l'imagination de l'auteur et qu'ils évoluent selon les nécessités du gag. Par ailleurs, dans cette histoire, le duo Spirou-Fantasio (les personnages principaux de la série) se transforme tout naturellement en trio : Spirou-Fantasio-Gaston.

## Historique
L'histoire Bravo les Brothers commence à paraitre au cours de l'année 1965. 
À cette époque, André Franquin perd de plus en plus l'envie d'animer les deux personnages de Spirou et Fantasio, qu'il a récupérés par hasard dix-neuf ans plus tôt des mains de Jijé son maître à dessin. Franquin a pourtant entièrement créé l'univers de la série en y plaçant le village de Champignac-en-Cambrousse, dont l'habitant le plus emblématique est son comte, mais aussi en inventant des méchants tel que Zantafio. 
Les dernières aventures produites, intitulées Z comme Zorglub et L'Ombre du Z, ont fait basculer la série dans la science-fiction, au grand dam de son éditeur Charles Dupuis qui préfère que la série conserve un ton poétique, comme dans l'histoire Le Nid des marsupilamis. Ce dernier ne l'autorise pas à réutiliser le personnage de Zorglub pour sa nouvelle histoire QRN sur Bretzelburg, ce qui oblige et André Franquin à changer son scénario en pleine publication, en faisant appel à Michel Greg. Au cours de la publication de cette histoire, il tombe malade, puis une dépression avec une remise en cause professionnelle l'éloigne de la série Spirou et Fantasio pendant plus d'un an et demi. Durant cette période, il ne continue que la demi-planche hebdomadaire de Gaston avec l'aide de son assistant Jidéhem.
C'est dans ce contexte difficile qu'André Franquin se met à dessiner Bravo les Brothers. Il n'a alors plus animé les personnages de Spirou et Fantasio depuis deux ans et son éditeur commence à s'impatienter, car à cette époque une série doit connaître une nouvelle publication par an, sinon les ventes d'albums chutent. Néanmoins, entre Charles Dupuis et André Franquin, il y a plus qu'une relation patron-employé, et c'est pour faire plaisir à son ami qu'André Franquin entreprend de livrer une nouvelle histoire de la série phare des éditions Dupuis. 
Il s'agit donc d'une histoire simple, sans fantastique, exotisme, ni science-fiction, sans méchant, et même, sans le marsupilami, qui est pourtant très apprécié des lecteurs. Pour ce nouvel épisode, André Franquin invente tout d'abord le personnage du dresseur Noé pour les situations intéressantes qu'il peut en tirer, puis intègre les Brothers au récit, en individualisant chacun des trois singes.
La publication de l'histoire commence dans le no 1435 du journal Spirou, elle est publiée au rythme d'une planche par numéro.

## Analyse

### Humour
L'humour est très présent dans l'histoire, c'est même sa principale caractéristique. Dès la planche no 2, André Franquin place un gag en référence à l'actualité de l'époque, ce qui est assez rare dans la bande dessinée jeunesse des années 1960. Ce gag peut néanmoins paraître incompréhensible pour les jeunes lecteurs contemporains puisqu'il fait référence à une série vedette du journal Spirou de l'époque, Benoît Brisefer, et à l'actrice Brigitte Bardot, dont les initiales communes sont à l'origine d'un quiproquo lorsque Spirou commande un « grand portrait de B.B. » auprès de l'auteur Peyo.
L'humour dans Bravo les Brothers est proche du genre cinématographique du Screwball comedy, très en vogue à Hollywood dans les années 1930-1940. André Franquin est un amateur du septième art et a été très influencé par ce genre dès le début de sa carrière. Dans cette histoire, grâce à un habile découpage, les nombreux gags et rebondissements s'enchaînent à un rythme endiablé, de sorte que le lecteur rit à chaque planche.
Le running gag de la signature des contrats qui échoue — une caractéristique de la série Gaston —, figure dans le récit. Pour André Franquin, la présence de l'homme d'affaires Aimé De Mesmaeker est indispensable. Dans cette séquence de trois planches, l'auteur prend le lecteur à contre-pied en révélant tout d'abord que De Mesmaeker, d'habitude si sérieux, adore les singes. Et en effet, contre toute attente, l'homme d'affaires rit à gorge déployée pendant le spectacle des Brothers. Malheureusement, la signature des contrats échoue une nouvelle fois, précisément à cause du fou rire de De Mesmaeker, qui fait penser à celui-ci qu'un complot a été organisé contre lui pour le faire mourir de rire. L'attitude de Fantasio durant cette séquence participe aussi au gag : drogué par des tranquillisants pris deux planches plus tôt, il est tout d'abord résigné à ce que les contrats ratent une fois de plus à l'arrivée de De Mesmaeker au milieu des singes, puis il se reprend lorsqu'il réalise qu'au contraire les Brothers amusent fortement l'homme d'affaires, et enfin, il rassemble toute son énergie pour tenter de faire réussir cette signature improbable. Une fois que De Mesmaeker se retire sans avoir signé les contrats, la déprime de Fantasio reprend de plus belle.
La planche no 20 illustre l'art d'André Franquin en matière d'ellipse humoristique. Dans la case six, mis à bout de nerfs par les Brothers, l'agent de police Longtarin brandit sa matraque d'un air menaçant en affirmant qu'il ne veut plus entendre le moindre son d'avertisseur. À la case sept, le drame a lieu : le collègue policier écrase par mégarde un klaxon abandonné par les singes. Case suivante, Longtarin tient son bâton de policier cassé en deux, à côté de son collègue, casque cabossé, se tenant le crâne furieux. Le lecteur n'a pas besoin d'un dessin pour reconstituer lui-même le geste malheureux de Longtarin. Grâce à cette ellipse, le lecteur n'est plus une personne passive : en effet, André Franquin le fait pleinement participer au récit en l'invitant à reconstituer ce qui s'est passé entre les deux cases, et qui n'a pas été dessiné par l'auteur.

### Graphisme

#### Matériel utilisé
L'histoire Bravo les Brothers est dessinée avec un pinceau « anglais » en poil de martre de marque Rowney ou Isabey. Le papier est de la marque allemande Schöller-Parole. Après Bravo les Brothers, André Franquin exécutera ses autres planches à la plume, au stylo à encre de Chine ou encore au pinceau.

#### Décors
Dès la première demi-planche no 1A, André Franquin introduit, comme il le fait depuis longtemps, des meubles contemporains. En l'occurrence, il s'agit ici du fauteuil « Lady » de la société Arflex créé par Marco Zanuso en 1951. Le même fauteuil est aussi très présent dans une autre série d'André Franquin, Modeste et Pompon, qu'il dessine à la fin des années 1950 pour le Journal de Tintin. Dans ses décors urbains, il utilise tous les codes graphiques, de la palissade de terrain vague à la cheminée d'usine. Dans la planche no 16, André Franquin introduit sa propre voiture, une MG rouge immatriculée « 9877J ». Dans ce récit, l'auteur a voulu décorer le moins possible et simplifier l'histoire au maximum, afin de se concentrer sur les personnages et les situations burlesques provoquées par les Brothers.

#### Animaux
Dans cette histoire, André Franquin met en scène les trois singes que sont les Brothers. Depuis longtemps, André Franquin aime introduire des animaux dans ses dessins. Les singes sont d'ailleurs les animaux qu'il représente le plus. Il dessine des singes pour la première fois dans l'histoire L'Héritage de Spirou en 1949, puis dans cinq autres histoires, avant Bravo les Brothers — dont Le gorille a bonne mine où le gorille occupe une place importante dans le récit. 
Les animaux sont souvent représentés de manière semi-réaliste. Pour les dessiner, André Franquin déclare avoir une quinzaine de photos sur sa table à dessin, en guise de modèles. Il dessine d'abord de manière réaliste, mais doit ensuite recommencer cinq à six fois pour obtenir un animal plus caricatural qui corresponde à son style de dessin. 
Avec les Brothers, André Franquin parvient à trouver l'équilibre délicat consistant à pousser au maximum la caricature animale, sans toutefois tomber dans l'anthropomorphisme.

#### Expressions

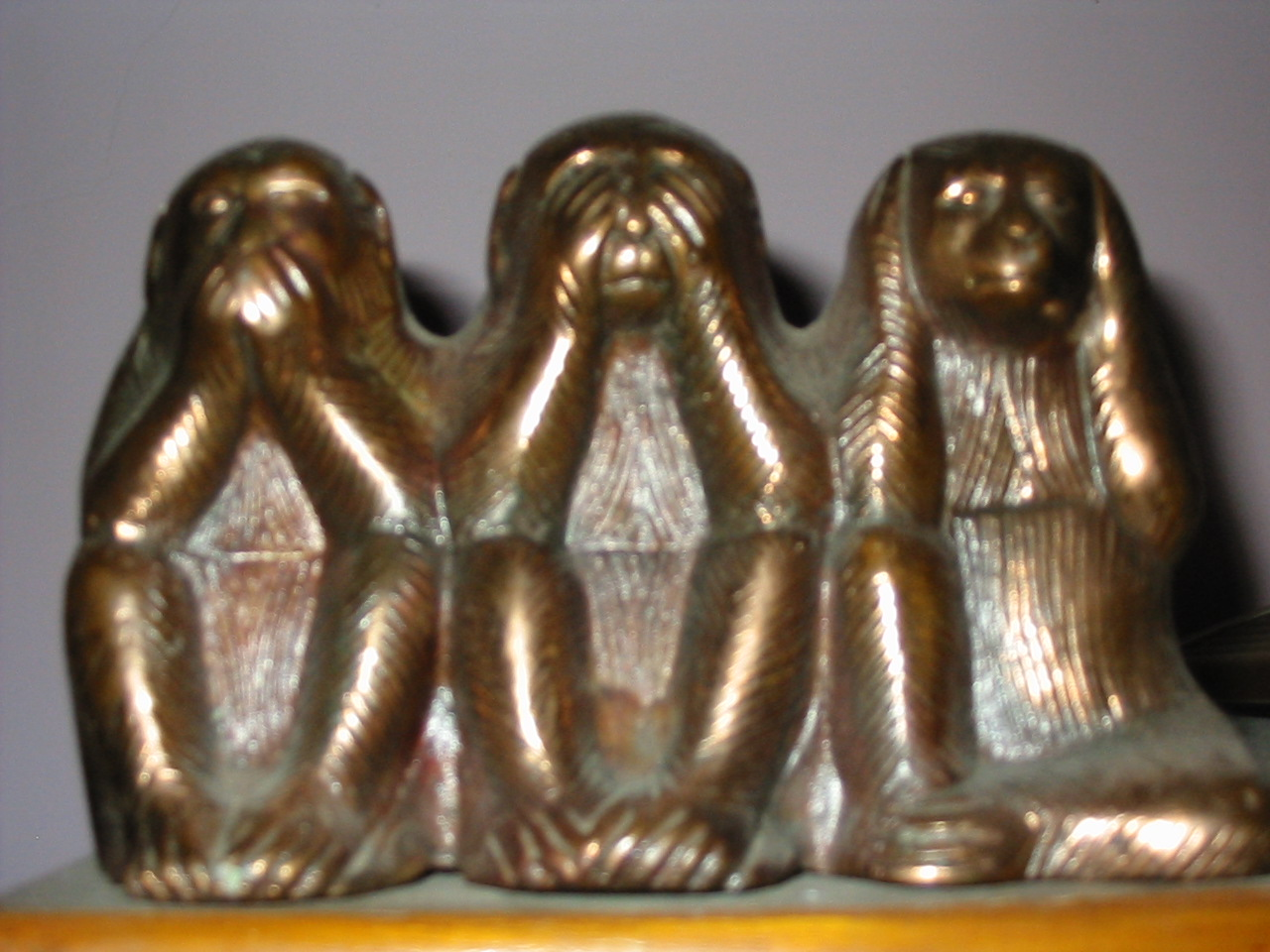
Dans cette histoire, André Franquin caricature les trois Brothers en singes de la sagesse.

L'une des spécialités d'André Franquin est de caricaturer la physionomie des personnages qui évoluent sous son crayon. Dans Bravo les Brothers, Fantasio totalement « au bout du rouleau » à cause de son travail, prend des tranquillisants qui le mettent dans un état second. Pendant presque tout le déroulement du récit, Franquin exploite le thème du personnage drogué en lui attribuant des expressions faciales plus drôles les unes que les autres. Or il n'alourdit pas les traits du visage de Fantasio, mais l'allège, au contraire, pour ne garder que les éléments les plus caractéristiques. Franquin produit une autre caricature remarquable à la planche no 13A, où il représente les trois Brothers en singes de la sagesse.

#### Découpage
Comme bon nombre de bandes dessinées de l'époque, le découpage de Bravo les Brothers prévoit, dans la dernière case de chaque page, une chute et un petit suspense, pour inciter le lecteur à acheter le journal de la semaine suivante. À la planche no 16, André Franquin place un échange entre Spirou et Noé, qui permet de révéler le secret des Brothers. Cette péripétie est évidemment indispensable à la progression du récit, mais elle ne doit pas risquer d'ennuyer le lecteur avec un dialogue trop envahissant. Dans cette perspective, Franquin choisit tout d'abord de faire déambuler ses deux personnages dans un paysage urbain possédant tous les éléments graphiques d'une ville. Il insère ensuite une action humoristique se déroulant dans la rédaction avec les Brothers, afin de couper le rythme du dialogue et de l'accélérer ensuite. Une telle planche, d'une part montre combien Franquin a conscience de l'importance du découpage d'une page, d'autre part illustre comment il réussit à dynamiser un dialogue incontournable.

#### Couleurs
Dans la version originale de Bravo les Brothers, les couleurs sont appliquées selon la technique de Vittorio Leonardo — responsable du coloriage des éditions Dupuis, qui a inventé une technique peu coûteuse pour ajouter les couleurs à une planche. Tout d'abord André Franquin appose sur sa planche une feuille calque sur laquelle au crayon de couleur il indique pour le coloriste les teintes qu'il souhaite pour sa page. Ensuite, l'atelier de photogravure de Dupuis transforme la planche en film transparent dans le format de parution : c'est à cette étape que disparaissent les traits superflus qui ont résisté au gommage. Enfin, c'est au coloriste d'intervenir. Mais ce dernier applique la gouache à travers un film noir et blanc et une feuille de papier, autrement dit, il colorie des formes floues, ce qui provoque parfois des erreurs, comme des dents coloriées. De plus, chaque semaine, la qualité de l'impression varie selon plusieurs paramètres, comme le réglage de la machine ou encore la température. La qualité varie aussi entre la publication dans le journal de Spirou et celle de l'album, puisque les techniques d'impression ne sont pas les mêmes. En outre, de réimpression en réimpression, les couleurs se dégradent progressivement.
En 2011, Isabelle Franquin, la fille d'André, et Frédéric Jannin, dessinateur ayant collaboré à plusieurs reprises avec André Franquin, s'attèlent à la restauration des couleurs de Bravo les Brothers, en vue d'une édition spéciale de l'épisode. Pour ce faire, ils partent des planches originales de l'histoire pour bien saisir le trait de l'auteur et retrouver des détails disparus lors des précédentes impressions. Ils essaient aussi de rendre les couleurs cohérentes avec la continuité de l'œuvre d'André Franquin. Ainsi à la planche no 1, ne sachant pas si Spirou est chez lui ou à la rédaction du journal, ils s'aperçoivent que le fauteuil est déjà apparu dans de précédentes aventures de la série, quand Spirou est chez lui. Ils colorient donc les murs de la même couleur que ceux des histoires précédentes. Ils rendent aussi les couleurs des objets de bureau cohérentes avec celles du catalogue annuel Manufrance de l'époque, qu'André Franquin consultait pour dessiner la rédaction. Les différents plans sont aussi découpés pour éviter que les couleurs soient les mêmes alors que les personnages ne sont pas dans le même lieu : c'est ainsi le cas entre le parc et le zoo où la couleur du sol est modifiée pour différencier les deux décors.

### Influence
Grand amateur de cinéma, André Franquin a été influencé par le septième art tout au long de sa carrière d'auteur. Cette histoire est probablement influencée par les comédies de genre Screwball comedy très en vogue au moment de sa jeunesse ou encore les films de Cary Grant.

## Publication

### Revues
| Planche          | Numéro | Page   | Date             |
| ---------------- | ------ | ------ | ---------------- |
| 1a, 1b, 2a et 2b | 1435   | 6 et 7 | 14 octobre 1965  |
| 3a et 3b         | 1436   | 52     | 21 octobre 1965  |
| 4a et 4b         | 1437   | 52     | 28 octobre 1965  |
| 5a et 5b         | 1438   | 52     | 4 novembre 1965  |
| 6a et 6b         | 1439   | 52     | 11 novembre 1965 |
| 7a et 7b         | 1440   | 52     | 18 novembre 1965 |
| 8a et 8b         | 1441   | 54     | 25 novembre 1965 |
| 9a et 9b         | 1442   | 52     | 2 décembre 1965  |
| 10a et 10b       | 1443   | 52     | 9 décembre 1965  |
| 11a et 11b       | 1444   | 48     | 16 décembre 1965 |
| 12a et 12b       | 1445   | 52     | 23 décembre 1965 |
| 13a et 13b       | 1446   | 52     | 30 décembre 1965 |
| 14a et 14b       | 1447   | 52     | 6 janvier 1966   |
| 15a et 15b       | 1448   | 52     | 13 janvier 1966  |
| 16a et 16b       | 1449   | 52     | 20 janvier 1966  |
| 17a et 17b       | 1450   | 52     | 27 janvier 1966  |
| 18a et 18b       | 1451   | 52     | 3 février 1966   |
| 19a et 19b       | 1452   | 52     | 10 février 1966  |
| 20a et 20b       | 1453   | 52     | 17 février 1966  |
| 21a et 21b       | 1454   | 52     | 24 février 1966  |
| 22a et 22b       | 1455   | 52     | 3 mars 1966      |

### Album
Bravo les Brothers fut ajouté à la fin du tome 19 de Spirou et Fantasio, Panade à Champignac, sorti en album en 1969. Elle a ensuite bénéficié d'une édition seule avec dossier et nouvelles couleurs en 2012.

## Réutilisation de personnage
Créés à l'occasion de cette histoire, les Brothers et Noé connaissent, dans les années 1980-1990, une deuxième carrière dans la série Marsupilami. 
Lorsqu'il abandonne Spirou et Fantasio en 1969, André Franquin cède l'ensemble des personnages qu'il a créés pour la série, à part le Marsupilami, Petit Noël, Noé et les Brothers. La raison est que Charles Dupuis n'apprécie pas le personnage de Noé qui, selon lui, est incapable de toucher le lecteur, alors qu'André Franquin l'aime beaucoup et espère l'exploiter ultérieurement. Conformément au contrat, ce n'est que vingt ans plus tard qu'il a le droit de l'utiliser à nouveau. 
À cette époque, Franquin écrit pour Batem le scénario des aventures du Marsupilami, en compagnie de Greg. Ce dernier lâche toutefois l'affaire, face au manque de possibilités du Marsupilami, qui ne parle pas et vit dans une jungle. Or, par hasard, Franquin croise Yann, le scénariste des Innommables, qui lui soumet l'idée d'exploiter le personnage de Noé qui dresserait le Marsupilami. C'est ainsi que Noé et les Brothers vont être les personnages principaux de trois histoires de cette série, Mars le noir, Fordlandia et L'Or de Boavista.